# مبروك دريدي
مبروك دريدي هو كاتب وباحث جزائري ولد ببلدية سطيف في الثاني من ماي 1978.صدرت له العديد من المقالات والأعمال النقدية والروائية، حاليًا يعمل أستاذًا للأدب العربي في جامعة سطيف.

## سيرة
مبروك دريدي بن المكي ولد في الثاني من ماي 1978ببلدية سطيف ولاية سطيف الواقعة في شمال شرق الجزائر. ولج التعليم الإبتدائي في الموسم 1984/1985، وفي سنة 1990 انتقل إلى المستوى الإعدادي، وفي سنة 1993 انتقل إلى المستوى الثانوي ليحصل بعد ذلك على شهادة البكالوريا سنة 1996 فرع الآداب والعلوم الإنسانية. دخل الجامعة ليكمل دراسته ضمن شعبة دراسة الأدب العربي حيث حصل على شهادة الليسانس واجتاز مسابقة الدراسات العليا، ليناقش رسالة المجاستير في الادب الحديث بجامعة قسنطينة، وبعدها أنجز الدكتوراه، وناقشها في سنة 2014. عين أستاذا بجامعة سطيف2 كلية الآداب واللّغات منذ ثمانية سنوات. باحث في مخبر للدراسات الأدبية له منشورات في شكل بحوث: كتب جماعية- مقالات. مشاركة في الصحافة الوطنية. متزوج منذ ستة سنوات وله ولدين: محمد خمس سنوات، وميسون سنة ونصف.

## مؤلفاته
الروايات:
- في حضرة الماء
- وادي الجن

- لامبيدوزا
- الغراب الأخير

الكتب:
- القصّة الشعبية (صدر سنة 2011)
- كتاب جماعي عن المقاومة الجزائرية (صدر سنة 2012)
- كتاب جماعي عن الاغنية الشعبية (صدر سنة 2013)
- كتاب جماعي عن الرّواية والمنهج (صدر سنة 2015)
- كتاب جماعي عن الدّين والهوية (صدر سنة 2016)
- المكان في النص السردي البنية والدلالة (صدر في 1 يناير 2020)[7]